# المع‌مار
ال-مع‌مار یک منطقهٔ مسکونی در یمن است که در استان صنعا واقع شده‌است.